# Espino de la Orbada
Espino de la Orbada település Spanyolországban, Salamanca tartományban. Espino de la Orbada Cañizal községgel határos. Lakosainak száma 245 fő (2024).

## Népesség
A település népessége az elmúlt években az alábbi módon változott:
| Lakosok száma | 341  | 318  | 316  | 302  | 286  | 275  | 273  | 262  | 253  | 245  |
|               | 2001 | 2004 | 2007 | 2009 | 2012 | 2014 | 2017 | 2019 | 2022 | 2024 |